# Red Orchestra: Ostfront 41-45
Red Orchestra: Ostfront 41-45 (abreviado como RO 41-45 o simplemente Ostfront 41-45) es un videojuego de disparos en primera persona táctico desarrollado por Tripwire Interactive y distribuido por Bold Games en 2006 para las plataformas Microsoft Windows, Linux y macOS. Fue creado por Tripwire Interactive después de ganar la competencia Make Something Unreal, y está basado en el proyecto presentado en el concurso, Red Orchestra: Combined Arms, un mod del videojuego Unreal Tournament 2004. Tripwire Interactive anunció el 21 de noviembre de 2005 que el videojuego se lanzaría en Steam y el juego se lanzó el 14 de marzo de 2006.
El videojuego describe la lucha entre las fuerzas soviéticas y alemanas en el frente oriental durante la Segunda Guerra Mundial, entre 1941 y 1945.
A partir de 2009, el juego ha vendido aproximadamente 400 000 copias.
En septiembre de 2011 se lanzó una secuela llamada Red Orchestra 2: Heroes of Stalingrad.

## Argumento
El juego carece de un argumento extenso debido a que se centra principalmente en el modo multijugador, aunque hay un modo de «práctica» para un solo jugador contra bots.
El juego tiene lugar en el frente oriental de la Segunda Guerra Mundial y describe la lucha entre las fuerzas soviéticas y alemanas desde 1941 hasta 1945. El jugador tiene la opción de participar en la reconstrucción de eventos tanto para el Ejército Rojo como para la Wehrmacht.

## Jugabilidad
El juego incluye un avanzado sistema balístico para armas y proyectiles de tanques, incluida la caída de balas y el tiempo en el aire, como también la penetración y desviación en relación con el alcance y el ángulo de trayectoria del proyectil, así como tanques con propiedades de blindaje más realistas. 
El videojuego no utiliza un retículo en el medio de la pantalla para que el jugador apunte; en cambio, el jugador debe apuntar con la mira de hierro de su arma o apuntar desde la cadera, el primero requiere compensar la respiración del personaje y el balanceo natural al sostener el arma, mientras que el último es más rápido pero solo es preciso a un corto alcance. Los rifles suelen matar a los jugadores de un solo disparo si la bala conecta con el torso o la cabeza.
El jugador debe realizar un seguimiento mental de su uso de munición; además, el estado de salud del jugador está representado por un diagrama del cuerpo del jugador con secciones enrojecidas que muestran dónde ha sido herido; no hay forma de recuperarse de las heridas, aunque después de un breve período de tiempo, el jugador volverá a funcionar normalmente. El recibir heridas ralentizará temporalmente al jugador, especialmente si recibe una herida en las piernas o los pies; si el jugador recibe una herida en las manos, el jugador deja caer el arma que sostenía al suelo.

### Mapas

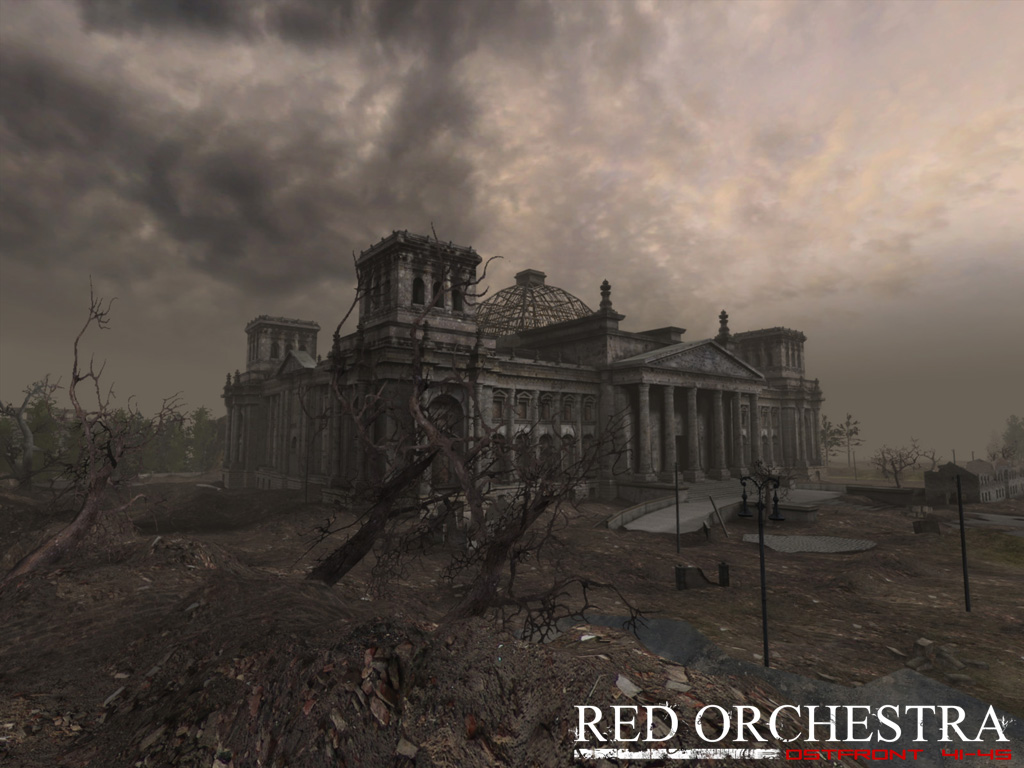
Una captura de pantalla del mapa Koningsplatz, que muestra al edificio del Reichstag.

Red Orchestra: Ostfront 41-45 incluye 17 mapas oficiales y 10 mapas creados por la comunidad que cuentan con el apoyo de los desarrolladores. Todos los mapas admiten hasta 32 jugadores, con la excepción de Fallen Heroes, que permite hasta 50 jugadores, y Basovka, Lyes Krovy y Ogledow, que solo permiten 24.
El juego incluye 3 tipos de mapas: los que se centran en el combate de infantería pero que ocasionalmente incluyen transporte blindado de personal, los que se centran en el combate de tanques y los que mezclan ambos tipos. El apoyo de artillería también está disponible en algunos mapas y puede ser utilizado tanto por líderes de escuadrones como comandantes de tanques.
Cada mapa se basa en una área histórica de la vida real, como Krivoi Rog, que se basa en la ciudad de Krivói Rog, o Koningsplatz, que se basa en la plaza de la República de Berlín. Para aumentar el realismo, los mapas incluyen muchos edificios y vehículos rotos, así como carteles de propaganda y áreas de reabastecimiento. Sin embargo, en múltiples mapas, solo se puede interactuar con algo en el mapa, como un muro o una cerca, si es parte de un objetivo o bloqueo.
La mayoría de los mapas tienen objetivos que deben capturarse, como carreteras, puentes o edificios, antes de que se agote el tiempo. Un equipo asume el papel de atacante mientras que el otro defiende sus posiciones, y la ronda termina cuando un equipo ha eliminado a todos los oponentes y agotado todos sus refuerzos, el equipo atacante ha capturado todos los objetivos, o el equipo defensivo ha resistido hasta que se agote el tiempo. Cada juego se juega en varias rondas, y gana el equipo que gana más rondas.
También hay mapas donde el objetivo debe ser destruido con un explosivo, y algunos mapas donde se gana al capturar más puntos que el equipo contrario antes de que se acabe el tiempo.

### Clases y equipamiento
Hay varios tipos de clases de infantería, cada uno con sus propias habilidades únicas, así como habilidades para usar armas específicas. Sin embargo, el equipamiento disponible puede cambiar según el mapa, no es posible que un jugador use un fusil Sturmgewehr 44 en mapas ambientados en fechas anteriores a la creación del fusil mencionado. Red Orchestra: Ostfront 41-45 se lanzó con 24 armas utilizables, y luego se agregaron 3 más a través de actualizaciones.
Ciertas clases pueden estar restringidas por servidor y mapa.

#### Infantería soviética
| Clase                                    | Arma primaria                                                           | Arma secundaria | Otro                             |
| ---------------------------------------- | ----------------------------------------------------------------------- | --------------- | -------------------------------- |
| Líder de escuadrón (Komandir otdeleniya) | PPSh-41 PPS-43 SVT-40                                                   | Tokarev TT-33   | RDG-1 Prismáticos                |
| Artillero (Pulemetchik)                  | Ametralladora ligera Degtiariov                                         | Tokarev TT-33   | Granada F-1 Prismáticos          |
| Soldado antitanque (PT-Soldat)           | PTRD-41                                                                 | Tokarev TT-33   | Granada F-1 Prismáticos          |
| Tripulante de tanque (Ekipazh tanka)     |                                                                         | Tokarev TT-33   | Granada F-1                      |
| Comandante de tanque (Komandir tanka)    | PPSh-41                                                                 | Tokarev TT-33   | Granada F-1 Prismáticos          |
| Francotirador (Sniper)                   | Mosin-Nagant 91/30 (con mira telescópica) SVT-40 (con mira telescópica) | Tokarev TT-33   | Granada F-1                      |
| Fusilero (Strelok)                       | Mosin-Nagant 91/30 Mosin-Nagant M38 Mosin-Nagant M44                    |                 | Granada F-1                      |
| Fusilero semiautomático (Strelok-avto)   | SVT-40                                                                  |                 | Granada F-1                      |
| Soldado de asalto (Avtomatchik)          | PPD-40 PPSh-41 PPS-43                                                   |                 | Granada F-1                      |
| Ingeniero de combate (Saper)             | PTRD-41 PPS-43                                                          |                 | Granada F-1 Bolsas de explosivos |

#### Infantería alemana
| Clase                                    | Arma primaria                                                             | Arma secundaria       | Otro                                  |
| ---------------------------------------- | ------------------------------------------------------------------------- | --------------------- | ------------------------------------- |
| Líder de escuadrón (Gruppenführer)       | MP40 MP41 Gewehr 41 Gewehr 43 Sturmgewehr 44                              | Luger P08 Walther P38 | Nebelhandgranate 39 Prismáticos       |
| Artillero (MG-Schütze)                   | MG 34 MG 42                                                               | Luger P08 Walther P38 | Stielhandgranate Prismáticos          |
| Soldado antitanque (PaK-Soldat)          | MP40 MP41 Gewehr 43 Karabiner 98 Kurz                                     |                       | Stielhandgranate Panzerfaust 60       |
| Tripulante de tanque (Panzerbesatzung)   |                                                                           | Walther P38           |                                       |
| Comandante de tanque (Panzerführer)      | MP40                                                                      | Luger P08 Walther P38 | Stielhandgranate                      |
| Francotirador (Scharfschütze)            | Karabiner 98 Kurz (con mira telescópica) Gewehr 43 (con mira telescópica) | Luger P08 Walther P38 | Stielhandgranate                      |
| Fusilero (Schütze)                       | Karabiner 98 Kurz (con bayoneta)                                          |                       | Stielhandgranate                      |
| Fusilero semiautomático (Schütze mit MK) | Gewehr 41 Gewehr 43                                                       |                       | Stielhandgranate                      |
| Soldado de asalto (Stoßtruppe)           | MP40 MP41 Sturmgewehr 44                                                  |                       | Stielhandgranate                      |
| Ingeniero de combate (Stürmpioniere)     | MP40 MP41 Gewehr 43                                                       |                       | Stielhandgranate Bolsas de explosivos |

### Vehículos
Los vehículos son otra característica destacada del juego y pueden ser utilizados por cualquier jugador, independientemente de su clase; el videojuego cuenta con un total de 20 vehículos.
La mayoría de los tanques, pueden acomodar hasta 3 miembros de tripulación, un conductor, un comandante, que también funciona como un cargador, y un artillero, para ser completamente efectivos en el combate a poca proximidad; sin embargo, un tanque se puede tripular solo y el jugador puede cambiar a diferentes posiciones según sea necesario. Cuando se opera un tanque solo, el jugador solo puede realizar uno de los roles a la vez; esto evita que un jugador dispare, se mueva y recargue todo a la vez por su cuenta. Todos los jugadores en un vehículo reciben puntos por sus acciones, así como puntos obtenidos a través de una redistribución basada en los puntos obtenidos por una acción de sus compañeros.

#### Vehículos soviéticos
| Tipo                            | Modelo            |
| ------------------------------- | ----------------- |
| Tanque ligero                   | BT-7              |
| Tanque ligero                   | T-60              |
| Tanque medio                    | T-34/76           |
| Tanque medio                    | T-34/85           |
| Tanque pesado                   | KV-1              |
| Tanque pesado                   | IS-2              |
| Vehículo blindado               | BA-64             |
| Cañón autopropulsado            | SU-76             |
| Transporte blindado de personal | Universal Carrier |
| Automóvil                       | ZIS-5             |

#### Vehículos alemanes
| Tipo                            | Modelo                                                         |
| ------------------------------- | -------------------------------------------------------------- |
| Tanque medio                    | Sd.Kfz. 141/1 Panzerkampfwagen III Ausf. L                     |
| Tanque medio                    | Sd.Kfz. 161/1 Panzerkampfwagen IV Ausf. F1                     |
| Tanque medio                    | Sd.Kfz. 161/1 Panzerkampfwagen IV Ausf. F2                     |
| Tanque medio                    | Sd.Kfz. 161/1 Panzerkampfwagen IV Ausf. G                      |
| Tanque medio                    | Sd.Kfz. 161/1 Panzerkampfwagen IV Ausf. H                      |
| Tanque medio                    | Sd.Kfz. 171 Panzerkampfwagen V Ausf. G                         |
| Tanque medio                    | Panzerkampfwagen T-34(r)                                       |
| Tanque pesado                   | Sd.Kfz. 181 Panzerkampfwagen VI Ausf. E                        |
| Cañón autopropulsado            | Sd.Kfz. 142/1 Sturmgeschütz III Ausf. F/8 (StuG III Ausf. F/8) |
| Transporte blindado de personal | Sd.Kfz. 251                                                    |

## Desarrollo
Red Orchestra: Combined Arms es un mod de Unreal Tournament 2004 y anteriormente para Unreal Tournament 2003, con enfoque en el género de disparos en primera persona táctico, fue creado por un equipo independiente y está ambientado en el frente oriental durante la Segunda Guerra Mundial. El equipo ganó el concurso Make Something Unreal de Nvidia y Epic Games en 2004 en la fase 3 con este mod, ganando un premio de 10 000 USD y licencias gratuitas para Unreal Engine 2.5 y 3.0. El equipo pasó a llamarse Tripwire Interactive un año después, en 2005. Tripwire Interactive anunció el 21 de noviembre de ese año que Red Orchestra: Ostfront 41-45, un videojuego basado en su predecesor y usando el motor de Unreal Engine 2.5, se lanzaría en línea a través de Steam, la plataforma de distribución de contenido digital de Valve Corporation, y el juego comenzó a ser distribuido por Bold Games el 14 de marzo de 2006 y se lanzó oficialmente en Steam al día siguiente.

## Recepción y crítica
Según el sitio web de agregación de reseñas Metacritic, la versión para PC recibió críticas «favorables» basadas en 22 reseñas.
Su modelo de jugabilidad, que se centra en el realismo, es el principal responsable de la división de críticas positivas y negativas. Como crítica positiva de este aspecto, Tom McNamara de IGN le otorgó al videojuego una calificación de 8.5 de 10 y mencionó que lo que distingue a Red Orchestra: Ostfront 41-45 de otros juegos similares como Call of Duty o Battlefield es «su atención al realismo, los detalles y las tácticas de equipo organizadas», y menciona que el juego se asemeja a Counter-Strike, pero en un mapa de un tamaño similar a uno de Battlefield 2. Por otro lado, en una crítica negativa de este aspecto, Tom Price de X-Play le dio al juego una calificación de 2 de 5 estrellas, afirmando que «el realismo extremo es algo para admirar, pero no necesariamente para disfrutar». También menciona que si bien los desarrolladores merecen «mucho crédito por sus esfuerzos», el resultado final solo atrae a jugadores específicos y que «otros juegos como Call of Duty pueden ser mucho menos realistas, pero tienen mucho más éxito al crear una experiencia inmersiva».

## Mods
El videojuego ha recibió varios mods que cambian el ambiente, el estilo de juego o modifican dichos detalles, algunos parciales o menores y otros siendo conversiones totales.
Algunos mods que cabe destacar son «Darkest Hour: Europe '44-'45» de Darklight Games y el equipo The Darkest Hour de Tripwire Interactive, que se centra en gran medida en el frente occidental durante la Segunda Guerra Mundial entre 1944 y 1945, y representa el conflicto entre los aliados y las fuerzas alemanas; y «Mare Nostrum» de Sandstorm Productions, que se enfoca en incorporar al Frente del Mediterráneo de la Segunda Guerra Mundial.